# Матисс, Валдис
Валдис Матисс (латыш. Valdis Matīss, 24 октября 1944 года, Ругайи — 24 мая 2010 года, Латвия) — военный деятель Латвии. Бригадный генерал. Кандидат военных наук. Валдис Матисс один из основателей Латвийской Национальной академии обороны, ректор и руководитель. Награждён орденом Виестура 2-й степени, золотой медалью ордена Трёх звёзд и другими наградами. Был членом генеральского клуба.
В. Матисс окончил Ленинградскую военную артиллерийскую академию и аспирантуру Военной академии имени М. В. Фрунзе. С 1998 по 2003 год Матисс был атташе по обороне в США и Канаде, с 2003 по 2007 год — атташе по обороне в России, с 2007 по 2009 год — советником при Министерстве обороны.